# Лийва (Муху)
Ли́йва (эст. Liiva) — деревня в волости Муху уезда Сааремаа, Эстония. Административный центр волости Муху. 

## География и описание
Расположена в западной части Эстонии, в центре острова Муху. Высота над уровнем моря — 21 метр.
Климат умеренный. Официальный язык — эстонский. Почтовый индекс — 94629.

## Население
По данным переписи населения 2021 года, в Лийва насчитывалось 204 жителя, из них 203 (99,5 %) — эстонцы.
По состоянию на 1 января 2019 года в деревне насчитывалось 165 жителей, из них 87 женщин.
По данным переписи населения 2011 года, в деревне проживали 178 человек, все — эстонцы.
Численность населения деревни Лийва по данным переписей населения:
| Год  | 1959 | 1970  | 1979  | 1989  | 2000  | 2011  | 2021  |
| ---- | ---- | ----- | ----- | ----- | ----- | ----- | ----- |
| Чел. | 81   | ↗ 116 | ↗ 180 | ↗ 313 | ↘ 219 | ↘ 178 | ↗ 204 |

## История
В письменных источниках 1731 года упоминается человек по имени Liwa Hans, примерно 1900 года — Ліива (корчма).
На военно-топографических картах Российской империи (1846–1863 годы), в состав которой входила Эстляндская губерния, обозначено местечко Лива.
Как деревня Лийва впервые представлена в материалах переписи населения 1922 года.
На карте XVII века впервые обозначены постройки церковной мызы (пастората) Мон (нем. Pastorat Mohn, Муху, эст. Muhu kirikumõis). Мыза была разрушена шведами в 1703 году. Возведённый после Северной войны пасторат погиб в пожаре после поджога. Нынешнее главное здание пастората было построено в 1832 году, когда пастором был Шмидт, Готлиб Александр. В 1930-х годах пасторы Шульц (Schultz) и Эйкхорн (Eicchorn) не проживали постоянно на острове, поэтому в пасторате жили врачи —  доктор Луйг (Luig) и в 1932–1940 годах доктор Дмитрий Голубятников (1896–1942), которые здесь же принимали больных. После Второй мировой войны в доме работали волостная управа, почтовая контора, центральная телефонная станция, демонстрировались кинофильмы. Когда в 1948 году в пожаре погибло здание Лийваской начальной школы, дом был передан ей в пользование. В настоящее время он возвращён приходу.
В советский период в деревне находилась центральная усадьба колхоза «Муху». Общий земельный фонд колхоза составлял 16,4 тысяч гектаров, в том числе сельскохозяйственных угодий 7,5 тысяч гектаров; средняя численность работников в 1978 году — 484 человека.

## Инфраструктура
В деревне есть детский сад, основная школа, библиотека, магазин, кафе, аптека. Действует церковный приход Святой Катарины.

## Достопримечательности
- Мухуская церковь Святой Катарины, одна из самых красивых в Эстонии. На северной и восточной стенах хоров сохранились фрагменты росписей, датируемых примерно 1330-ми годами. Часть из них была обнаружена уже в 1913 году, но позже покрыта штукатуркой. Снова реставраторы открыли фрагменты росписи в начале 1970-х годов. Церковь внесена в Государственный регистр памятников культуры Эстонии[13].
- Главное здание пастората, его амбар, конюшня, ограда и парк также внесены в Государственный регистр памятников культуры Эстонии.

## Известные уроженцы
В пасторате Муху родился будущий ректор Тартуского университета и основатель теории свёртывания крови Герман Адольф Александр Шмидт.

## Галерея
- Деревня Лийва, уезд Сааремаа
- Церковь Святой Катарины
- Главное здание пастората Мон (Муху)
- Основная школа Муху в деревне Лийва
- Библиотека
- Спортхолл
- Рыбное кафе
- Аптека
- Магазин изделий ручной работы
- Летний день в Лийва
- Рынок в Лийва в пятницу

## Комментарии
1. ↑  Эстонские топонимы, оканчивающиеся на -а, в русском языке не склоняются[8], а род получают по родовому слову, например, деревне присваивается женский род, хотя в эстонском языке нет категории рода.